# .ki
.ki ist die länderspezifische Top-Level-Domain (ccTLD) von Kiribati. Sie wurde am 19. April 1995 eingeführt und wird vom staatlichen Ministerium für Kommunikation, Transport und Tourismus (Ministry of Communications, Transport and Tourism Development) verwaltet.

## Eigenschaften
Domains können sowohl auf zweiter als auch dritter Ebene angemeldet werden, die Länge ist auf drei bis 63 Zeichen beschränkt. Es existieren diverse Second-Level-Domains: .com.ki und .biz.ki für Unternehmen, .net.ki für Internet Service Provider, .info.ki für allgemeine Informationen, .org.ki für gemeinnützige Organisationen, .gov.ki für die Regierung des Landes, .edu.ki für Bildungseinrichtungen, .mob.ki für mobile Webseiten und .tel.ki für die Angabe von Kontaktdaten. Im Vergleich zu anderen Top-Level-Domains sind die Gebühren für .ki-Domains sehr hoch, weshalb die Endung international kaum eine Rolle spielt.

## Weblink
- Offizielle Website der Vergabestelle (Memento vom 25. September 2013 im Internet Archive)